# Janine Alexandre-Debray
Janine Alexandre-Debray, née le 3 mai 1910 à Paris où elle est morte le 19 octobre 2000, est une avocate et femme politique française.

## Biographie

### Famille
Elle est la fille d'Armand Alexandre (1872-1934), conseiller municipal de Paris, pour le quartier de Rochechouart de 1929 à 1934. Elle étudie à l'université de Paris, où elle est diplômée d'études supérieures de droit romain et de droit privé. Elle suit également les cours de l'École libre des sciences politiques.
En 1934, elle épouse Georges Debray, également avocat. Elle est la mère de l'écrivain Régis Debray et la grand-mère de Laurence Debray.

### Parcours professionnel
Janine Alexandre est avocate à la cour d'appel de Paris en 1932. Elle est élue en 1933 Secrétaire de la Conférence.

### Carrière politique
Elle est la suppléante de Jacques Féron, candidat aux élections législatives de 1967 dans la sixième circonscription de Paris.
Elle est élue au Conseil de Paris de 1947 à 1971, et sénatrice de Paris en 1976-1977.

### Prises de position
Elle fut présidente du Festival d'automne et du jury littéraire des Nouveaux droits de l'homme, présidente du Festival international de danse de Paris, vice-présidente des « Amis de Marcel Proust ».
Elle fit une grève de la faim en 1977 pour protester contre l'ostracisme des femmes au Sénat.

## Décoration
- Chevalier de l'ordre du Mérite civil (1960)[6]

## Publications
- Haendel, Paris, Ramsay, 1980.
- La Païva, 1819-1884 : ses amants, ses maris, Paris, Perrin, 1986.
- La Vénitienne des Médicis, Paris, 1994, Des Femmes Antoinette Fouque
- Victor Schœlcher. L'homme qui a fait abolir l'esclavage, Paris, Perrin, 2006.